# Марш, Теренс
Теренс Марш (англ. Terence Marsh; 14 ноября 1931, Лондон, Великобритания — 9 января 2018, Пасифик-Палисейдс, США) — британский художник-постановщик, двукратный обладатель премии «Оскар» в номинации за лучшую работу художника-постановщика.

## Творчество
Свою карьеру художника-постановщика художественных фильмов начал в 1950-х годах. Самыми известными работами стали фильмы «Побег из Шоушенка» и «Зелёная миля». Последней работой Марша стал фильм «Час пик-2» вышедший в 2001 году.

## Художник-постановщик
- Час Пик-2 (2001)
- Зелёная Миля (1999)
- Побег из Шоушенка (1994)
- Прямая и явная угроза (1994)
- Основной инстинкт (1992)
- Гавана (1990)
- Охота за «Красным Октябрем» (1990)
- Призраки в медовый месяц (1986)
- Быть или не быть (1983)
- Великий герой-любовник (1977)
- Мост слишком далеко (1977)
- Приключения хитроумного брата Шерлока Холмса (1975)
- Стеклянный зверинец (1973) (телевидение)
- Человек-макинтош (1973) (как Терри Марш)

## Награды
Теренс Марш выиграл две премии «Оскар» в номинации за лучшую работу художника-постановщика и был номинирован еще на две:
Выиграл
- Доктор Живаго (1965)
- Оливер! (1968)

Номинирован
- Скрудж (1970)
- Мария — королева Шотландии (1971)

Он также был номинирован на три Награды BAFTA за лучший производственный дизайн:
- Скрудж (1970)
- Мост слишком далеко (1977)
- Охота за «Красным Октябрём» (1990)

## Смерть
Умер 9 января 2018 года в городе Пасифик-Палисейдс неподалеку Лос-Анджелеса в США, однако публично об этом сообщили позже. Перед смертью в течение четырёх лет боролся с раком.

## Ссылка
- Марш, Теренс (англ.) на сайте Internet Movie Database